# Lees (Gemeinde Straßburg)
Lees ist eine Ortschaft in der Gemeinde Straßburg im Bezirk St. Veit an der Glan in Kärnten. Die Ortschaft hat 8 Einwohner (Stand 1. Jänner 2024).

## Lage
Lees liegt am Nordwestrand der Gemeinde Straßburg, auf dem Gebiet der Katastralgemeinde Straßburg Land, hoch am Mödringbergzug, an den Hängen oberhalb des Mühlbachgrabens, eines Zubringers zum Draschelbach.  
Zur Streusiedlung gehören Ebner-Hube (Nr. 2), Friessnig (Nr. 3), Scharpfer (Nr. 4), Gröblacher (Nr. 5), Köfer-Hube (Nr. 6), Grünwaldner (Nr. 7) und ein Haus ohne Vulgonamen (Nr. 8).

## Geschichte
Der Ortsname leitet sich vom slowenischen les (= Wald) ab. 1171 wird der Ort als Forestum (lateinisch für Wald) genannt, 1173 als Lezze, 1245 als Lez.
Seit Gründung der Ortsgemeinden Mitte des 19. Jahrhunderts gehört Lees zur Gemeinde Straßburg.

## Bevölkerungsentwicklung
Für die Ortschaft ermittelte man folgende Einwohnerzahlen:
- 1869: 6 Häuser, 18 Einwohner[3]
- 1880: 6 Häuser, 25 Einwohner[4]
- 1890: 5 Häuser, 30 Einwohner[5]
- 1900: 5 Häuser, 27 Einwohner[6]
- 1910: 4 Häuser, 28 Einwohner[7]
- 1923: 5 Häuser, 32 Einwohner[8]
- 1934: 48 Einwohner[9]
- 1951: 6 Häuser, 38 Einwohner[10]
- 1961: 5 Häuser, 28 Einwohner[11]
- 2001: 6 Gebäude (davon 4 mit Hauptwohnsitz) mit 6 Wohnungen; 15 Einwohner und 0 Nebenwohnsitzfälle; 5 Haushalte; 1 Arbeitsstätte, 2 land- und forstwirtschaftliche Betriebe[12]
- 2011: 7 Gebäude, 13 Einwohner, 4 Haushalte, 0 Arbeitsstätten[13]
- 2021: 7 Gebäude, 9 Einwohner, 3 Haushalte, 2 Arbeitsstätten[14]